# Olität
Als Olität (Plur. Olitäten) bezeichnete man ein wohlriechendes Öl, eine wohlriechende Essenz oder Salbe und dergleichen.

## Herkunft
Der Begriff bezeichnet ein Öldestillat oder ein Stoffgemisch von öliger Konsistenz.
Er stammt aus dem spätmittelalterlichen Apothekenwesen und leitet sich vom lateinischen oleitas bzw. oliditas ab. Zur Wortbildung aus dem Stamm Oleum = Öl und dem Suffix -itas vgl. Stolz.
Damals bezeichnete man alles als Olität, was das einfache Volk als Naturheilmittel verwendete, weil es sich ärztlichen Beistand nicht leisten konnte oder weil Ärzte derartige Mittel (z. B. Aloe oder Opium) nicht verschreiben wollten. Gleichbedeutend sind auch volkstümliche Wortschöpfungen mit „Balsam“ und „gebrannte Wässer“.

## Olitätenhandel

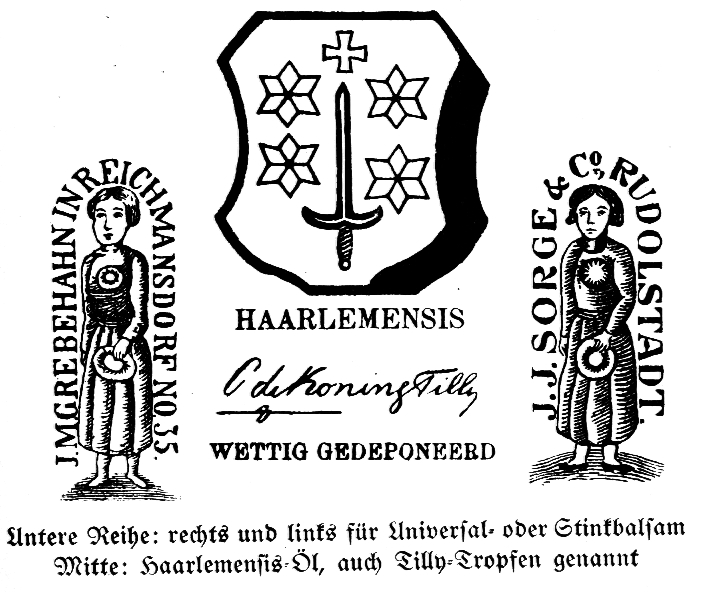
Flaschenetiketten

Der Handel mit Olitäten hatte seinen Ursprung im fürstlich-schwarzburgischen Amt Königsee. Der Landstrich in Nachbarschaft zu Oberweißbach und der thüringischen Glasmacherregion um Lauscha lag im 17. Jahrhundert am Schnittpunkt mehrerer Landesgrenzen am Rennsteig und im Schwarzatal. Erst die Verwendung von Miniaturflaschen erlaubte den Handel und sicheren Transport der Flüssigkeiten über große Entfernungen, zudem waren diese Behältnisse den bereits gebräuchlichen „Apothekerfläschchen“ nachempfunden. Hierfür zeigte sich ein dunkles, aus Sand aus einem Steinbruch auf dem Sandberg bei Steinheid gewonnenes Waldglas als besonders geeignet, weil sich in diesen Fläschchen die flüchtigen ätherischen Inhaltsstoffe länger erhielten, da dieses Glas UV-Strahlung absorbiert. Die Behältnisse für die Olitätenhändler wurden in den Glashütten Lauscha, Schmalenbuche und ab 1707 in Ernstthal hergestellt, und, als sich die gleiche Eigenschaft bei einem Sandstein bei Schmiedefeld zeigte, in der 1768 begründeten Glashütte Sophienthal im Schlagetal bei Reichmannsdorf.
Der Überlieferung zufolge verdanke man dem „schwarzen Mönch“ – einem Mitte des 16. Jahrhunderts in der Region lebenden Franziskaner – die Grundrezeptur für verschiedene Kräuter- und Salbenzubereitungen. Das Wissen um die aus Wacholderbeeren, Waldhonig und Naturharzen angesetzten Präparate wurde dann von Köhlern und Harzscharrern bewahrt, die damit ihr geringes Einkommen aufzubessern wussten. Die Herstellung erfolgte meist für den Eigenbedarf. Als Begründer des Olitätenhandels gilt der Oberweißbacher „Apotheker“ Johann Georg Mylius (eigentlich Möller, † um 1680), der mit Unterstützung seiner Gehilfen Anders und Hans Walther zunächst einen staatlich legitimierten Handel im dünn besiedelten Schwarzburger Oberland aufbaute. Ein enger Verwandter von Mylius war in dieser Zeit Pfarrer in Oberweißbach und konnte mit den Geldspenden das kirchliche Gemeindeleben durch mildtätige Stiftungen beleben.
Nach dem Tod des Johann Georg Mylius gelangten die bereits in Massen fabrizierten Olitäten durch herumziehende Händler, die wegen ihrer Transportbehältnisse auch Buckelapotheker genannt wurden, in die Großstädte des Reiches. Ein oberweißbacher Sattler ersetzte das unhandliche hölzerne Reff durch einen bequemer zu tragenden ledernen Ranzen, wovon sich der regional umgangssprachliche Begriff „(die) Raanz“ für die Gegend um Oberweißbach ableitete. Mitte des 18. Jahrhunderts hatte das Amt Königsee mehr als 350 registrierte Olitätenhändler. Jeder Olitätenhändler musste einen vom Amtsschreiber in Königsee gesiegelten Legitimationsbrief als Ausweis bei sich führen, um Nachahmer und Betrug zu verhindern. Die Balsammacher und Laboranten aus Oberweißbach, Königsee und anderen Orten dieser Gegend, bekannt als die Königseer, wanderten mit ihren Buckelapotheken bis in die Schweiz, nach Holland und nach Polen. Die Absatzgebiete erweiterten sich beständig, der höchste Profit war in den holländischen Handelsstädten Amsterdam und Haarlem zu erzielen, wo sich Seeleute und Reisende um die Wunderheilmittel rissen.
Mit dem schnell verdienten Geld geriet das soziale Gefüge in der Oberweißbacher Region, ab 1832 Amt Oberweißbach, aus den Fugen. Die Pfarrer und Ärzte bemerkten eine enorme Zunahme an Trunksucht und Syphilis bei ihren Gemeindemitgliedern und stellten den zuvor noch löblich geförderten Olitätenhandel an den Pranger. Zudem wurde die Apotheker- und Ärzteschaft durch den unerwarteten Erfolg der „Pfuscher“ empört.
Der bis in das 19. Jahrhundert hinein betriebene Olitätenhandel gilt als typisch für Thüringen und ist einzigartig in Deutschland. Zum Rückgang des Olitätenhandels führte ein striktes Ein- und Durchreiseverbot in verschiedene norddeutsche Staatsgebiete. Neben dem Vertrieb von Glaswaren und Porzellan aus dem Thüringer Wald ging auch der Olitätenhandel trotz behördlicher Verbote unter der Hand weiter. Das Krankenkassengesetz von 1884 setzte dem Gewerbe sein Ende.

## Museen und Sonstiges
- Das Museum für Thüringer Volkskunde Erfurt besitzt in seiner Schausammlung mehrere originale Buckelapotheken
- Ein Kräuter- und Olitätenmuseum gibt es in Schmiedefeld.[9]
- Eine Auswahl von Olitätenfläschchen befinden sich in der Ausstellung des Europäischen Flakonglasmuseums in Kleintettau am Rennsteig
- In den 1960er Jahren wurde der Begriff Olitäten aus dem Duden gestrichen, er musste als weniger gebräuchlicher Begriff einer Reihe von neu aufgenommenen Wörtern weichen[10]
- Seit dem 18. Januar 2000 ist der Begriff Olitäten als Wortmarke für Seifen und andere Drogeriewaren sowie für verschiedene pharmazeutische und veterinärmedizinische Erzeugnisse beim DPMA eingetragen, Rechteinhaber ist der ehemalige Bürgermeister von Königsee Jens A. Sprenger